# Stenotothorax ovipennis
Stenotothorax ovipennis är en skalbaggsart som beskrevs av Horn 1870. Stenotothorax ovipennis ingår i släktet Stenotothorax och familjen Aphodiidae. Inga underarter finns listade i Catalogue of Life.